# Mistrovství Evropy v atletice 2012

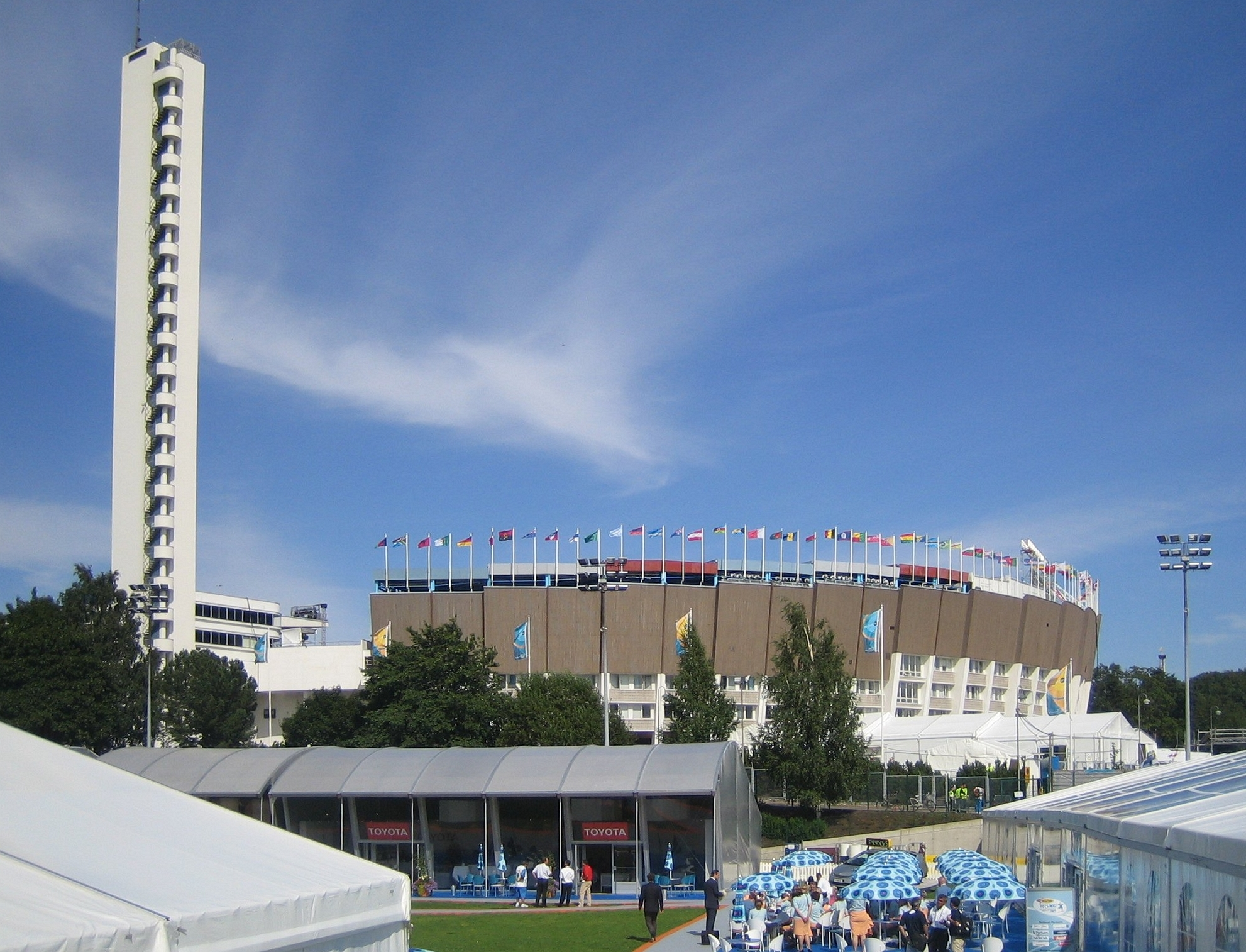
Olympijský stadion v Helsinkách

21. mistrovství Evropy v atletice se konalo ve dnech 27. června – 1. července 2012 na olympijském stadionu ve finských Helsinkách. Na tomto stadionu se uskutečnil evropský šampionát již v roce 1971 a 1994. Dvakrát se zde konalo také MS v atletice. První ročník v roce 1983 a X. ročník v roce 2005.
Titul mistryně Evropy v běhu na 800 metrů původně vybojovala Ruska Jelena Aržakovová v čase 1:58,51. Kvůli abnormálním krevním hodnotám v jejím biologickém pasu byla diskvalifikována a potrestána dvouletým zákazem startů.

## Přípravy a program
O pořadatelství rozhodla dne 9. listopadu 2009 na svém zasedání evropská atletická asociace v Barceloně. Dalším kandidátským městem byl německý Norimberk, kde atletické disciplíny měly probíhat na stadionu fotbalového týmu 1. FC Norimberk (EasyCredit-Stadion).
Limity pro účast na ME 2012 mohli atleti plnit od 1. března 2012 do 17. června. Na programu bylo celkově 42 disciplín (21 mužských a 21 ženských), kterých se zúčastnilo celkově 1342 atletů, z toho 738 mužů a 604 žen z 50 členských zemí. Součástí programu tentokráte nebyl maraton a chodecké disciplíny (Chůze na 20 a 50 km). Ty se budou konat jen v neolympijských letech. Nově se totiž šampionát koná v pravidelných dvouletých cyklech. Následný ročník bude hostit švýcarský Curych již v roce 2014. Od roku 1974–2010 se ME konalo jednou za čtyři roky.
Zajímavostí byla snaha o propojení moderních technologií s designem. Jedním z příkladů byl maskot nazvaný Appy, který se podobal počítačové ikoně a jenž měl za úkol plnit nejen tradiční roli baviče na ploše stadionu, ale zprostředkovávat divákům i živé výsledky a další informace do mobilních telefonů, pro něž byl také optimalizován web ME. Slavnostní ceremoniál, při kterém nejlepší tři z každé disciplíny obdrželi medaile se poprvé nekonal přímo na stadionu, ale v Helsinkách tomu tak bylo v tzv. Event Parku (Park vítězů), který je součástí areálu. Vítězové dostali na stadionu jen kytici a diváci se následně dozvěděli informaci, kdy bude konkrétní atlet dekorován v Event Parku.

## Absence
Evropského šampionátu se nezúčastnila řada předních atletů, kteří dali přednost přípravě na letní olympijské hry v Londýně. Nejpočetnější výpravou byli Britové, jejich soupiska čítala 109 jmen. V ruské výpravě, která čítala 69 jmen mj. chyběli výškaři Ivan Uchov, Anna Čičerovová a Světlana Školinová, vícebojařka Taťjana Černovová, oštěpařka Marija Abakumovová, kladivářka Taťjana Lysenková, mistryně Evropy v běhu na 400 metrů překážek Natalja Anťuchová či mistryně světa (2011) v běhu na 800 metrů Marija Savinovová. Z Běloruska do Helsinek neodcestovali kladiváři Ivan Tichon (trojnásobný mistr světa) a olympijská vítězka Oksana Miankovová. Ve vrhačském sektoru nenastoupila Nadzeja Astapčuková. Sedmiboje žen se nezúčastnila Britka Jessica Ennisová, která výkonem 6 906 bodů vedla tabulky aktuální sezóny. Titul vicemistra Evropy z předchozího šampionátu v Barceloně neobhajil německý oštěpař Matthias de Zordo, kterého sužuvalo zranění lokte a bulharská sprinterka Vanja Stambolovová (400 m přek.).

## Česká účast
Evropského šampionátu se zúčastnilo 43 českých atletů (25 mužů a 18 žen). Jedna z největších adeptek na medaili, oštěpařka Barbora Špotáková nakonec na kontinentální šampionát neodcestovala. Společně se svým trenérem Janem Železným se rozhodli dát přednost tréninku a přípravě na hlavní vrchol sezóny, olympijské hry v Londýně. Podobně se rozhodla také další oštěpařka Jarmila Klimešová. Chyběl také překážkář Petr Svoboda, který byl nucen kvůli vleklému zranění s achillovkou vynechat celou sezónu.

## Program
| H | Rozběhy | Q | Kvalifikace | ½ | Semifinále | F | Finále |

| Datum →       | 27.6. | 27.6. | 28.6. | 28.6. | 29.6. | 29.6. | 30.6. | 30.6. | 1.7. | 1.7. |
| Disciplína ↓  | Dop.  | Odp.  | Dop.  | Odp.  | Dop.  | Odp.  | Dop.  | Odp.  | Odp. | Odp. |
| ------------- | ----- | ----- | ----- | ----- | ----- | ----- | ----- | ----- | ---- | ---- |
| 100 m         | H     | ½     |       | F     |       |       |       |       |      |      |
| 200 m         |       |       |       |       | H     | ½     |       | F     |      |      |
| 400 m         | H     |       |       | ½     |       | F     |       |       |      |      |
| 800 m         | H     |       |       | ½     |       | F     |       |       |      |      |
| 1500 m        |       |       |       |       |       |       | H     |       | F    | F    |
| 5000 m        |       | F     |       |       |       |       |       |       |      |      |
| 10 000 m      |       |       |       |       |       |       |       | F     |      |      |
| 110 m přek.   |       |       |       |       |       |       | H     |       | ½    | F    |
| 400 m přek.   | H     |       | ½     |       |       | F     |       |       |      |      |
| 3000 m přek.  |       | H     |       |       |       | F     |       |       |      |      |
| 4 × 100 m     |       |       |       |       |       |       | H     |       | F    | F    |
| 4 × 400 m     |       |       |       |       |       |       |       | H     | F    | F    |
| Skok do výšky |       | Q     |       |       |       | F     |       |       |      |      |
| Skok o tyči   |       |       |       |       |       |       | Q     |       | F    | F    |
| Skok daleký   |       |       |       |       | Q     |       |       |       | F    | F    |
| Trojskok      |       |       | Q     |       |       |       |       | F     |      |      |
| Hod diskem    |       |       |       |       | Q     |       |       | F     |      |      |
| Hod kladivem  |       |       | Q     |       |       |       |       | F     |      |      |
| Hod oštěpem   |       | Q     |       | F     |       |       |       |       |      |      |
| Vrh koulí     | Q     |       |       |       |       | F     |       |       |      |      |
| Desetiboj     | F     | F     | F     | F     |       |       |       |       |      |      |

| Datum →       | 27.6. | 27.6. | 28.6. | 28.6. | 29.6. | 29.6. | 30.6. | 30.6. | 30.6. | 1.7. |
| Disciplína ↓  | Dop.  | Odp.  | Dop.  | Odp.  | Dop.  | Odp.  | Dop.  | Odp.  | Odp.  | Odp. |
| ------------- | ----- | ----- | ----- | ----- | ----- | ----- | ----- | ----- | ----- | ---- |
| 100 m         | H     | ½     |       | F     |       |       |       |       |       |      |
| 200 m         |       |       |       |       | H     | ½     |       | F     | F     |      |
| 400 m         |       | H     |       | ½     |       | F     |       |       |       |      |
| 800 m         |       |       |       | ½     |       | F     |       |       |       |      |
| 1500 m        |       |       |       |       |       |       | H     |       |       | F    |
| 5000 m        |       |       |       | F     |       |       |       |       |       |      |
| 10 000 m      |       |       |       |       |       |       |       |       |       | F    |
| 100 m přek.   |       |       |       |       | H     |       |       | ½     | F     |      |
| 400 m přek.   | H     |       | ½     |       |       | F     |       |       |       |      |
| 3000 m přek.  |       |       | H     |       |       |       |       | F     | F     |      |
| 4 × 100 m     |       |       |       |       |       |       | H     |       |       | F    |
| 4 × 400 m     |       |       |       |       |       |       |       | H     | H     | F    |
| Skok do výšky | Q     |       |       | F     |       |       |       |       |       |      |
| Skok o tyči   |       |       | Q     |       |       |       |       | F     | F     |      |
| Skok daleký   | Q     |       |       | F     |       |       |       |       |       |      |
| Trojskok      | Q     |       |       |       |       | F     |       |       |       |      |
| Hod diskem    |       |       |       |       |       |       | Q     |       |       | F    |
| Hod kladivem  |       |       |       |       | Q     |       |       |       |       | F    |
| Hod oštěpem   | Q     |       |       |       |       | F     |       |       |       |      |
| Vrh koulí     |       |       | Q     |       |       | F     |       |       |       |      |
| Sedmiboj      |       |       |       |       | F     | F     | F     | F     | F     |      |

## Medailisté

### Muži
| Soutěž            | Zlato                                                                                 | Stříbro                                                                           | Bronz                                                                                    |
| ----------------- | ------------------------------------------------------------------------------------- | --------------------------------------------------------------------------------- | ---------------------------------------------------------------------------------------- |
| 100 m             | Christophe Lemaitre 10,09                                                             | Jimmy Vicaut 10,12                                                                | Jaysuma Saidy Ndure 10,17                                                                |
| 200 m             | Churandy Martina 20,42                                                                | Patrick van Luijk 20,87                                                           | Daniel Talbot 20,95                                                                      |
| 400 m             | Pavel Maslák 45,24                                                                    | Marcell Deák-Nagy 45,52                                                           | Yannick Fonsat 45,82                                                                     |
| 800 m             | Jurij Borzakovskij 1:48,61                                                            | Andreas Bube 1:48,69                                                              | Pierre-Ambroise Bosse 1:48,83                                                            |
| 1500 m            | Henrik Ingebrigtsen 3:46,20                                                           | Florian Carvalho 3:46,33                                                          | David Bustos 3:46,45                                                                     |
| 5000 m            | Mohamed Farah 13:29,91                                                                | Arne Gabius 13:31,83                                                              | Polat Kemboi Arıkan 13:32,63                                                             |
| 10 000 m          | Polat Kemboi Arıkan 28:22,27                                                          | Daniele Meucci 28:22,73                                                           | Jevgenij Rybakov 28:22,95                                                                |
| 110 m překážek    | Sergej Šubenkov 13,16                                                                 | Garfield Darien 13,20                                                             | Artur Noga 13,27                                                                         |
| 400 m překážek    | Rhys Williams 49,33                                                                   | Emir Bekrić 49,49                                                                 | Stanislav Melnykov 49,69                                                                 |
| 3000 m překážek   | Mahiedine Mekhissi-Benabbad 8:33,23                                                   | Tarık Langat Akdağ 8:35,24                                                        | Víctor García 8:35,87                                                                    |
| Štafeta 4 × 100 m | Nizozemsko 38,34 Brian Mariano Churandy Martina Giovanni Codrington Patrick van Luijk | Německo 38,44 Julian Reus Tobias Unger Alexander Kosenkow Lucas Jakubczyk         | Francie 38,46 Ronald Pognon Christophe Lemaitre Pierre-Alexis Pessonneaux Emmanuel Biron |
| Štafeta 4 × 400 m | Belgie 3:01,09 Antoine Gillet Jonathan Borlée Jente Bouckaert Kévin Borlée            | Spojené království 3:01,56 Nigel Levine Conrad Williams Robert Tobin Richard Buck | Německo 3:01,77 Jonas Plass Kamghe Gaba Eric Krüger Thomas Schneider                     |
| Skok do výšky     | Robert Grabarz 2,31 m                                                                 | Raivydas Stanys 2,31 m                                                            | Mickaël Hanany 2,28 m                                                                    |
| Skok o tyči       | Renaud Lavillenie 5,97 m                                                              | Björn Otto 5,92 m                                                                 | Raphael Holzdeppe 5,77 m                                                                 |
| Skok daleký       | Sebastian Bayer 8,34 m                                                                | Luis Felipe Méliz 8,21 m                                                          | Michel Tornéus 8,17 m                                                                    |
| Trojskok          | Fabrizio Donato 17,63 m                                                               | Šerif El-Šerif 17,28 m                                                            | Alexej Capik 16,97 m                                                                     |
| Vrh koulí         | David Storl 21,58 m                                                                   | Rutger Smith 20,55 m                                                              | Asmir Kolašinac 20,36 m                                                                  |
| Hod diskem        | Robert Harting 68,30 m                                                                | Gerd Kanter 66,53 m                                                               | Zoltán Kővágó 66,42 m                                                                    |
| Hod kladivem      | Krisztián Pars 79,72 m                                                                | Alexej Zagornyj 77,40 m                                                           | Szymon Ziółkowski 76,67 m                                                                |
| Hod oštěpem       | Vítězslav Veselý 83,72 m                                                              | Valerij Ijordan 83,23 m                                                           | Ari Mannio 82,63 m                                                                       |
| Desetiboj         | Pascal Behrenbruch 8 558 bodů                                                         | Oleksij Kasjanov 8 321 bodů                                                       | Ilja Škurenjov 8 219 bodů                                                                |

### Ženy
| Soutěž            | Zlato                                                                                  | Stříbro                                                                                  | Bronz                                                                             |
| ----------------- | -------------------------------------------------------------------------------------- | ---------------------------------------------------------------------------------------- | --------------------------------------------------------------------------------- |
| 100 m             | Ivet Lalovová 11,28                                                                    | Olesja Povchová 11,32                                                                    | Lina Grinčikaitė 11,32                                                            |
| 200 m             | Marija Rjemjeňová 23,05                                                                | Chrystyna Stujová 23,17                                                                  | Myriam Soumaréová 23,21                                                           |
| 400 m             | Moa Hjelmerová 51,13                                                                   | Xenija Zadorinová 51,26                                                                  | Ilona Usovičová 51,94                                                             |
| 800 m             | Lynsey Sharpová 2:00,52                                                                | Maryna Arzamasavová 2:01,02                                                              | Lilija Lobanovová 2:01,29                                                         |
| 1500 m            | Nuria Fernándezová 4:08,80                                                             | Diana Sujewová 4:09,28                                                                   | Tereza Čapková 4:10,17                                                            |
| 5000 m            | Olga Golovkinová 15:11,70                                                              | Sara Moreirová 15:12,05                                                                  | Julia Bleasdaleová 15:12,77                                                       |
| 10 000 m          | Ana Dulce Félixová 31:44,75                                                            | Joanne Paveyová 31:49,03                                                                 | Olha Skrypaková 31:51,32                                                          |
| 100 m překážek    | Alina Talajová 12,91                                                                   | Jekatěrina Poplavská 12,97                                                               | Beate Schrottová 12,98                                                            |
| 400 m překážek    | Denisa Rosolová 54,24                                                                  | Anna Jaroščuková 54,35                                                                   | Zuzana Hejnová 54,49                                                              |
| 3000 m překážek   | Gülcan Mıngır 9:32,96                                                                  | Antje Möldnerová-Schmidtová 9:36,37                                                      | Gesa Felicitas Krause 9:38,20                                                     |
| Štafeta 4 × 100 m | Německo 42,51 Leena Güntherová Anne Cibisová Tatjana Pintová Verena Sailerová          | Nizozemsko 42,80 Kadene Vassellová Dafne Schippersová Eva Lubbersová Jamile Samuelová    | Polsko 43,06 Marika Popowiczová Daria Korczyńská Marta Jeschkeová Ewelina Ptaková |
| Štafeta 4 × 400 m | Ukrajina 3:25,07 Julija Oliševská Olha Zemljaková Natalija Pyhydová Alina Lohvyněnková | Francie 3:25,49 Phara Anacharsisová Lenora Guion-Firminová Marie Gayotová Floria Gueiová | Česko 3:26,02 Zuzana Hejnová Zuzana Bergrová Jitka Bartoničková Denisa Rosolová   |
| Skok do výšky     | Ruth Beitiaová 1,97 m                                                                  | Tonje Angelsenová 1,97 m                                                                 | Emma Greenová 1,92 m Irina Gordějevová 1,92 m Olena Chološová 1,92 m              |
| Skok o tyči       | Jiřina Svobodová 4,60 m                                                                | Martina Strutzová 4,60 m                                                                 | Nikoléta Kiriakopoúlouová 4,60 m                                                  |
| Skok daleký       | Éloyse Lesueurová 6,81 m                                                               | Volha Sudaravová 6,74 m                                                                  | Margrethe Renstrøm 6,67 m                                                         |
| Trojskok          | Olga Saladuchová 14,99 m                                                               | Patrícia Mamonaová 14,52 m                                                               | Jana Borodinová 14,36 m                                                           |
| Vrh koulí         | Nadine Kleinertová 19,18 m                                                             | Irina Tarasovová 18,91 m                                                                 | Chiara Rosaová 18,47 m                                                            |
| Hod diskem        | Sandra Perkovićová 67,62 m                                                             | Nadine Müllerová 65,41 m                                                                 | Natalija Semenovová 62,91 m                                                       |
| Hod kladivem      | Anita Włodarczyková 74,29 m                                                            | Martina Hrašnová 73,34 m                                                                 | Anna Bulgakovová 71,47 m                                                          |
| Hod oštěpem       | Vira Rebryková 66,86 m                                                                 | Christina Obergföllová 65,12 m                                                           | Linda Stahlová 63,69 m                                                            |
| Sedmiboj          | Antoinette Nana Djimouová 6 544 bodů                                                   | Laura Ikaunieceová 6 335 bodů                                                            | Aiga Grabusteová 6 325 bodů                                                       |

## Medailové pořadí
| Pořadí | Stát               | Zlato | Stříbro | Bronz | Celkem |
| ------ | ------------------ | ----- | ------- | ----- | ------ |
| 1.     | Německo            | 6     | 6       | 4     | 16     |
| 2.     | Francie            | 5     | 4       | 5     | 14     |
| 3.     | Ukrajina           | 4     | 7       | 6     | 17     |
| 4.     | Rusko              | 4     | 5       | 6     | 15     |
| 5.     | Spojené království | 4     | 3       | 1     | 8      |
| 6.     | Turecko            | 3     | 2       | 1     | 6      |
| 7.     | Česko              | 3     | 1       | 2     | 6      |
| 8.     | Nizozemsko         | 2     | 3       | 0     | 5      |
| 9.     | Norsko             | 1     | 1       | 2     | 4      |
| 9.     | Španělsko          | 1     | 1       | 2     | 4      |
| 11.    | Itálie             | 1     | 1       | 1     | 3      |
| 11.    | Maďarsko           | 1     | 1       | 1     | 3      |
| 11.    | Portugalsko        | 1     | 1       | 1     | 3      |
| 14.    | Polsko             | 1     | 0       | 3     | 4      |
| 15.    | Švédsko            | 1     | 0       | 2     | 3      |
| 16.    | Belgie             | 1     | 0       | 0     | 1      |
| 16.    | Bulharsko          | 1     | 0       | 0     | 1      |
| 16.    | Chorvatsko         | 1     | 0       | 0     | 1      |
| 19.    | Bělorusko          | 0     | 2       | 4     | 6      |
| 20.    | Litva              | 0     | 1       | 1     | 2      |
| 20.    | Srbsko             | 0     | 1       | 1     | 2      |
| 22.    | Dánsko             | 0     | 1       | 0     | 1      |
| 22.    | Estonsko           | 0     | 1       | 0     | 1      |
| 22.    | Slovensko          | 0     | 1       | 0     | 1      |
| 25.    | Finsko             | 0     | 0       | 1     | 1      |
| 25.    | Lotyšsko           | 0     | 0       | 1     | 1      |
| 25.    | Řecko              | 0     | 0       | 1     | 1      |

## Zúčastněné země
(v závorkách uvedeny počty vyslaných sportovců)
- Albánie (4)
- Andorra (4)
- Arménie (5)
- Ázerbájdžán (4)
- Belgie (22)
- Bělorusko (28)
- Bosna a Hercegovina (4)
- Bulharsko (25)
- Černá Hora (4)
- Česko (43)
- Dánsko (10)
- Estonsko (23)[17]
- Finsko (64)
- Francie (68)
- Gibraltar (2)
- Gruzie (5)
- Chorvatsko (12)
- Irsko (26)[18]
- Island (6)
- Itálie (61)[19]
- Izrael (12)
- Kypr (11)
- Lichtenštejnsko (1)
- Litva (24)
- Lotyšsko (24)
- Lucembursko (4)
- Maďarsko (20)
- Makedonie (2)
- Malta (2)
- Moldavsko (6)
- Monako (1)
- Německo (94)[20]
- Nizozemsko (21)
- Norsko (28)
- Polsko (57)[21]
- Portugalsko (37)
- Rakousko (10)[22]
- Rumunsko (27)
- Rusko (69)[23]
- Řecko (28)
- San Marino (1)
- Slovensko (12)[24]
- Slovinsko (19)[25]
- Srbsko (11)
- Španělsko (70)[26]
- Švédsko (41)
- Švýcarsko (27)[27]
- Turecko (44)
- Ukrajina (70)[28]
- Spojené království (109)[29]